# Hán Vĩnh Tưởng
Hán Vĩnh Tưởng (sinh năm 1945) là một tướng lĩnh trong Quân đội nhân dân Việt Nam, hàm Trung tướng, nguyên Phó Tư lệnh về Chính trị Quân chủng Không quân, Phó Tư lệnh về Chính trị kiêm Bí thư Đảng ủy Quân chủng Phòng không-Không quân (2001–2004).

## Thân thế và sự nghiệp
Ông sinh ngày 12 tháng 8 năm 1945, quê tại xã Dị Nậu, huyện Tam Nông, tỉnh Phú Thọ.
Ông nhập ngũ ngày 20 tháng 8 năm 1965, được kết nạp vào Đảng ngày 20 tháng 9 năm 1967 (chính thức 20.9.1968). 
Tháng 8 năm 1965, chiến sĩ dự khóa bay Bộ Tư lệnh Phòng không Không quân
Tháng 9 năm 1965, học lái máy bay YK-18 ở Trường Không quân 910 Bộ Tư lệnh Phòng không Không quân Trung Quốc cho đến 9.1966 tiếp tục học lái máy bay MiG.17 ở đây.
Tháng 4 năm 1968, về nước, là sĩ quan lái máy bay thuộc Trung đoàn Không quân 923 Bộ Tư lệnh Không quân, Quân chủng Phòng không-Không quân
Tháng 9 năm 1972, sĩ quan lái máy bay Trung đoàn Không quân 927 Quân chủng Phòng không-Không quân
Tháng 10 năm 1973, theo học bổ túc về Chính trị Trung cấp tại Tiểu đoàn 3 Bộ Tư lệnh Phòng không Không quân
Tháng 4 năm 1974, chính trị viên bay Đại đội 9, Trung đoàn Không quân 927, Sư đoàn 371 Quân chủng Không quân
Tháng 2 năm 1978, phó chính ủy Trung đoàn Không quân 927, Sư đoàn 371, Quân chủng Không quân
Tháng 9 năm 1978, được cử đi học bổ túc tại Học viện Chính trị
Tháng 5 năm 1979, là phó chính ủy Trung đoàn Không quân 921, Sư đoàn 371 Quân chủng Không quân
Tháng 11 năm 1979, phó trung đoàn trưởng về Chính trị Trung đoàn Không quân 921, Sư đoàn 371 Quân chủng Không quân
Năm 1981, trung đoàn phó Trung đoàn Không quân 921, Sư đoàn 371 Quân chủng Không quân
Tháng 8 năm 1982, theo học bổ túc tại Trường Trung cao Không quân
Tháng 6 năm 1983, Phó chủ nhiệm Chính trị Sư đoàn Không quân 371, Quân chủng Không quân
Tháng 10 năm 1987, Chủ nhiệm Chính trị Sư đoàn Không quân 371, Quân chủng Không quân
Tháng 10 năm 1988, Phó Sư đoàn trưởng về Chính trị Sư đoàn Không quân 371, Quân chủng Không quân
Tháng 5 năm 1989, Phó Chủ nhiệm Chính trị Quân chủng Không quân
Tháng 10 năm 1990, Chủ nhiệm Chính trị Quân chủng Không quân
Tháng 1 năm 1992, theo học bổ túc hệ A, Học viện Chính trị Bộ Quốc phòng
Tháng 7 năm 1992, Chủ nhiệm Chính trị Quân chủng Không quân
Tháng 10 năm 1994, hoàn thiện đại học tại Học viện Chính trị Quân sự
Tháng 1 năm 1995, Chủ nhiệm Chính trị Quân chủng Không quân
Tháng 11 năm 1996, Phó Tư lệnh về Chính trị Quân chủng Không quân
Tháng 7 năm 1999, Phó Tư lệnh về Chính trị kiêm Chủ nhiệm Chính trị Quân chủng Phòng không-Không quân
Tháng 2 năm 2001, Phó Tư lệnh về Chính trị kiêm Bí thư Đảng ủy Quân chủng Phòng không-Không quân
- Tháng 1 năm 2005, ông nghỉ hưu.

## Lịch sử thụ phong quân hàm
| Quân hàm |             |             |  |  |  |  |  |  |  |  |
| Cấp bậc  | Thiếu tướng | Trung tướng |  |  |  |  |  |  |  |  |
|          |             |             |  |  |  |  |  |  |  |  |

## Khen thưởng
- Huân chương Quân công hạng Ba
- Huân chương Chiến công hạng (2 Nhì, 3 Ba)
- Huân chương Kháng chiến chống Mỹ hạng Ba
- Huân chương Chiến sĩ vẻ vang (Nhất, Nhì, Ba)
- Huy chương Quân kỳ quyết thắng
- Là phi công trực tiếp chiến đấu, bắn rơi 3 máy bay Mỹ, được tặng thưởng 3 Huy hiệu Bác Hồ